# Yunzhou
Yunzhou léase Yun-Zhóu (en chino:云州区,pinyin:Yúnzhōu qū) es un distrito urbano bajo la administración directa de la ciudad-prefectura de Datong. Se ubica al norte de la provincia de Shanxi, este de la República Popular China. Su área es de 1501 km² y su población total para 2010 fue +100 mil habitantes. La ciudad es mundialmente famosa por las Grutas de Yungang.
En 2018, el condado Datong (大同县) fue abolido y elevado a distrito municipal, que es el distrito Yunzhou. 。

## Administración
Desde mayo de 2018 el distrito de Yunzhou se divide en 13 pueblos que se administran en 3 subdistritos, 7 poblados y 3 villas.